# 焦爾塔加烏帕齊拉
焦爾塔加乌帕齐拉是孟加拉国尼爾帕馬里縣的一个乌帕齐拉，位於朗布爾专区的尼爾帕馬里縣。。

## 人口
據1991年孟加拉國人口普查，焦爾塔加共有戶數45,456戶，人口233885人。其中男性佔比51.50%，女性佔比48.50%；成年人口114,763人。該地7歲以上人口之平均識字率為18.4%。